# Spoorlijn Saint-Brieuc - Le Légué
De spoorlijn Saint-Brieuc - Le Légué was een korte Franse spoorlijn van Saint-Brieuc naar de haven van Le Légué. De lijn was 5,1 km lang en heeft als lijnnummer 445 000.

## Geschiedenis
De lijn werd geopend door de Compagnie des chemins de fer de l'Ouest op 18 april 1887. Personenvervoer werd opgeheven in augustus 1914. Voor goederenvervoer bleef de lijn in gebruik tot oktober 2008, daarna is deze gesloten en opgebroken. 

## Aansluitingen
In de volgende plaatsen is of was er een aansluiting op de volgende spoorlijnen:
Saint-Brieuc
RFN 420 000, spoorlijn tussen Paris-Montparnasse en Brest
RFN 445 606, stamlijn Beaufeuillage de Saint-Brieuc
RFN 475 000, spoorlijn tussen Saint-Brieuc en Pontivy
Le Légué
RFN 445 506, havenspoorlijn Le Légué

## Galerij

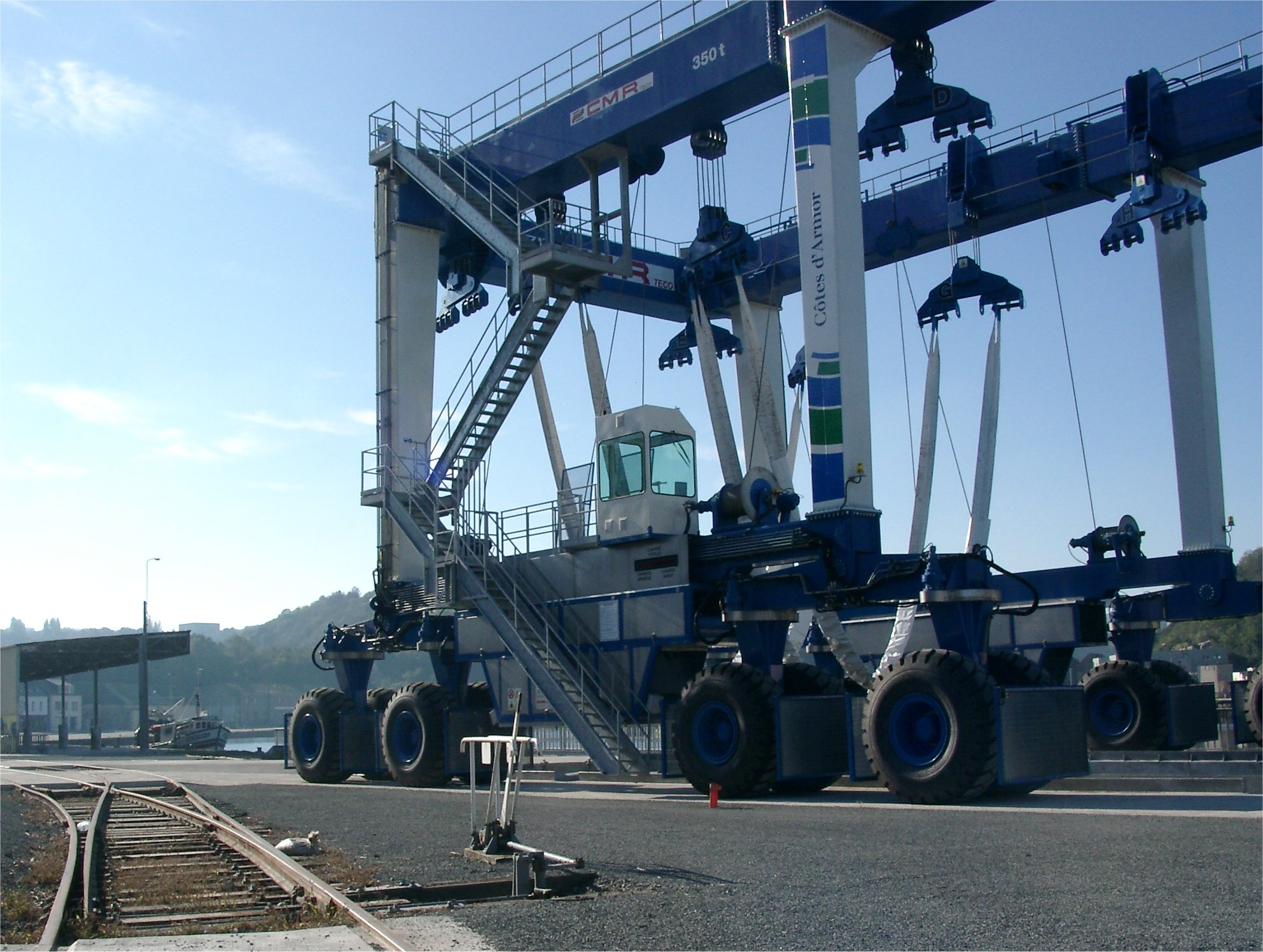
Havensporen langs de kade in 2006
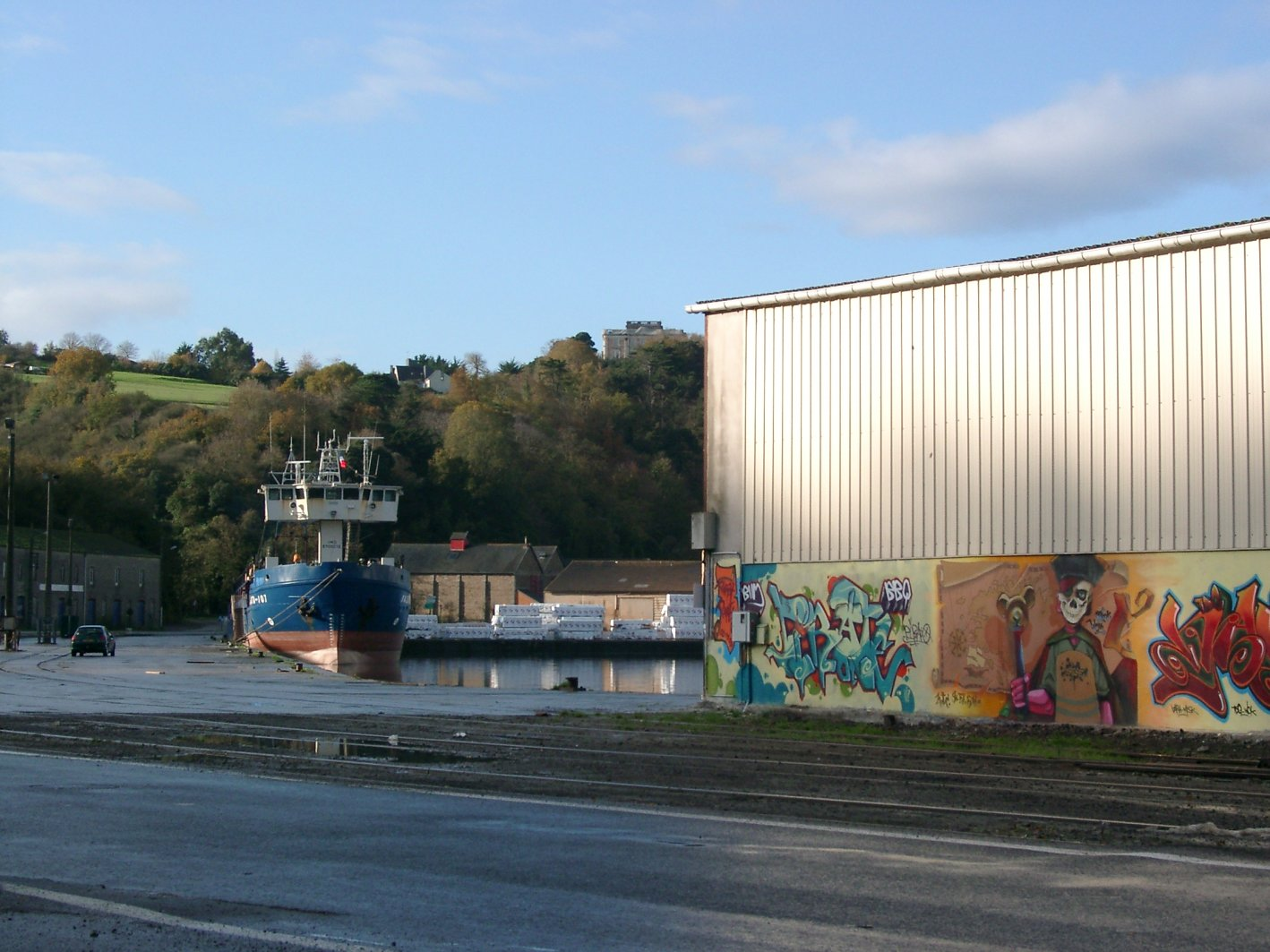
Havensporen langs de kade in 2006
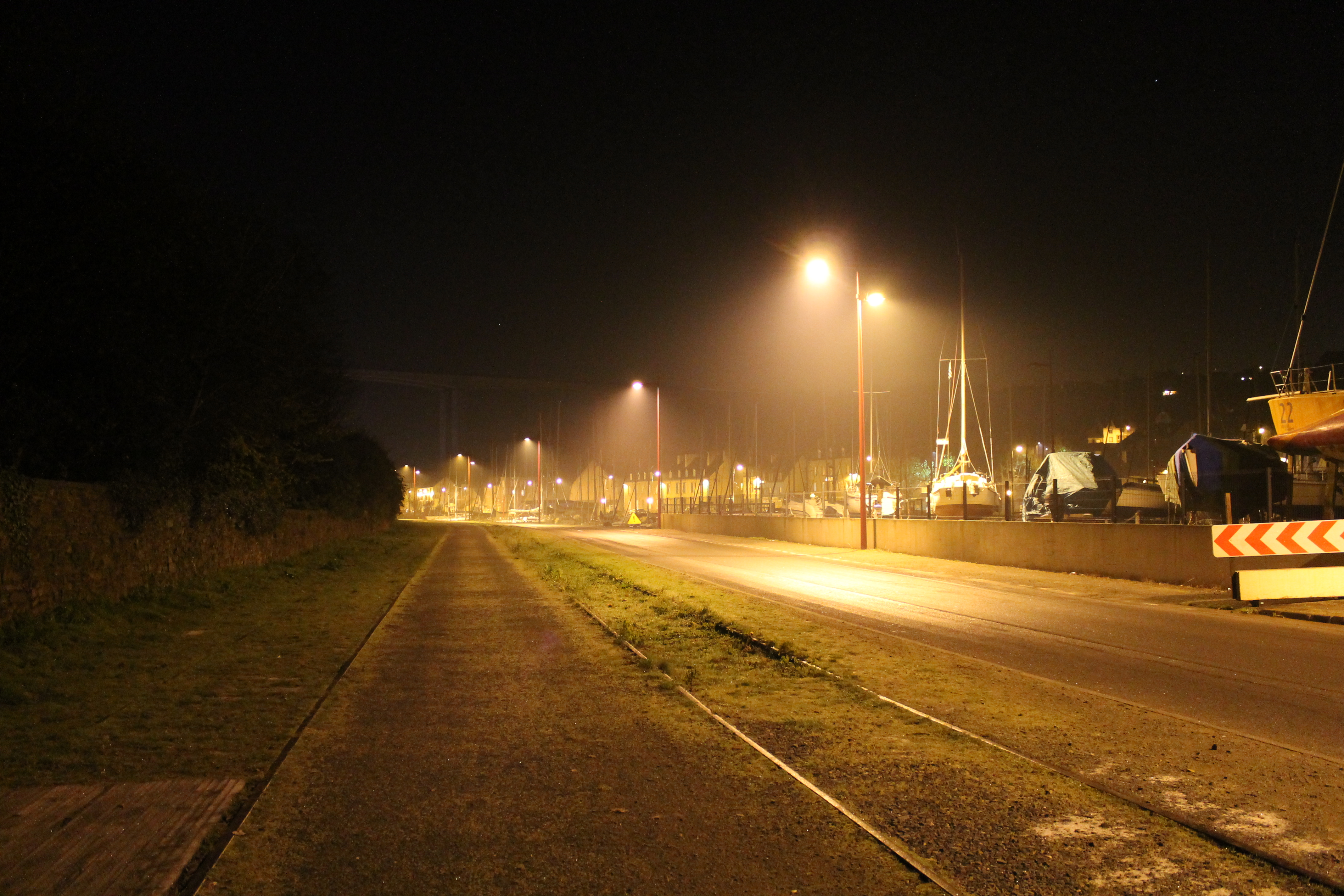
Quai Armez bij nacht in 2013